# NGC 4360
NGC 4360  ist eine elliptische Galaxie vom Hubble-Typ E2 im Sternbild Jungfrau auf der Ekliptik. Sie ist rund 311 Millionen Lichtjahre von der Milchstraße entfernt und hat einen Durchmesser von etwa 40.000 Lichtjahren. Gemeinsam mit IC 3274 bildet sie das Galaxienpaar Holm 393. Unter der Katalognummer VCC 722 wird sie als Mitglied des Virgo-Galaxienhaufens gelistet, ist dafür jedoch zu weit entfernt.

Im selben Himmelsareal befinden sich unter anderem die Galaxien NGC 4410, NGC 4316, IC 3255.
Das Objekt wurde im Jahr 1877 von Ernst Wilhelm Leberecht Tempel entdeckt.